# Désirée Spinelli
Désirée Spinelli (Firenze, 28 aprile 2005) è una rugbista a 15 italiana, tallonatrice delle Red Panthers di Treviso.

## Biografia
Formatasi rugbisticamente nel sistema giovanile toscano tra Firenze R.C. (in cui entrò a 8 anni), Florentia, Livorno e Le Puma Bisenzio (il club del suo esordio in prima squadra) si è segnalata di interesse nazionale entrando a far parte delle rappresentative giovanili con cui ha disputato i Sei Nazioni di categoria.
Verso il termine della stagione 2022-23 Spinelli fu ingaggiata dalle Red Panthers, la sezione femminile del Benetton di Treviso.
Tornata in Toscana per la stagione successiva, è rientrata nel progetto federale delle selezioni femminili delle franchigie che militano a livello maschile nell'United Rugby Championship, venendo aggregata alle Zebre di Parma per criterio geografico.
Rientrata in pianta stabile a Treviso nel 2024, ha ricevuto nel corso del Sei Nazioni 2025 la sua prima convocazione in nazionale, con la quale ha debuttato a Edimburgo in occasione di una vittoria 25-17 sulla Scozia.
Inclusa dal C.T. della nazionale Fabio Roselli nel gruppo delle giocatrici impegnate nei warm-up premondiali in preparazione alla Coppa del Mondo 2025 in Inghilterra, è stata successivamente inserita nella lista delle convocate alla competizione.